# إيراد محتمل

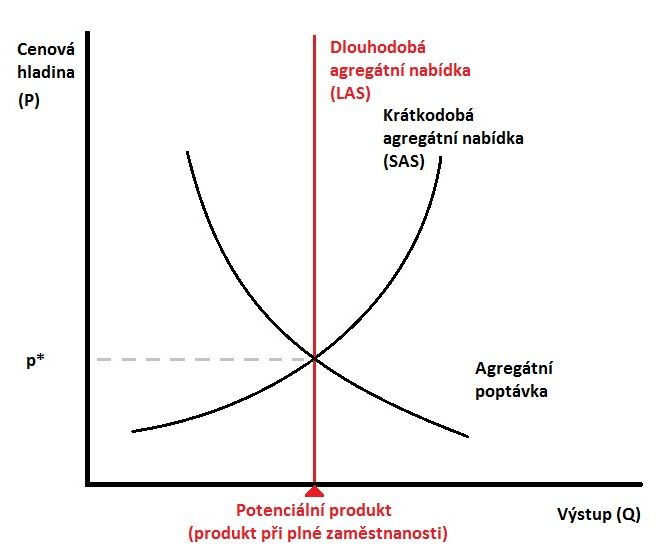

الإيراد المحتمل (يعرف أيضًا باسم «إجمالي الناتج المحلي الطبيعي») مصطلح اقتصادي يشير إلى أعلى مستوى يبلغه إيراد إجمالي الناتج المحلي الفعلي الذي يمكن أن يستمر على المدى الطويل. ويرجع وجود الحدود إلى المعوقات الطبيعية والمؤسسية. إذ ارتفع إجمالي الناتج المحلي (GDP) وظل أعلى من الإيراد المحتمل، فإن (في ظل غياب التحكم في الرواتب والأسعار) التضخم يتجه إلى الزيادة مع تجاوز الطلب على عناصر الإنتاج لمعدل الطلب. وذلك نتيجة الوفرة المحدودة للعمال وأوقاتهم والتجهيزات الرأسمالية والموارد الطبيعية، فضلاً عن حدود التقنيات والمهارات الإدارية. على الرسم البياني، يمكن رؤية زيادة الإيراد عن الحد الطبيعي على أنه تحول في حجم الإنتاج بما يزيد عن الكمية المثلى على منحنى التكلفة المتوسطة. وبالمثل، إذا كان إجمالي الناتج المحلي أقل من إجمالي الناتج المحلي الطبيعي، فسوف تقل سرعة التضخم مع تقليل الموردين لأسعارهم لسد قدرتهم الإنتاجية الزائدة.

## تعريف
في عالم الاقتصاد، يستوجب وجود مقاييس للمقارنة بين وضع اقتصادي وآخر، سواء في فترة زمنية واحدة أو بين فترتين مختلفتين. ومن أهم المقاييس المستخدمة في المقارنات هي الحسابات القومية، والتي تستخدم لقياس النشاط الاقتصادي في دولة ما. وأبرز هذه الحسابات هو حساب الناتج المحلي الإجمالي (الإنتاج الفعلي)، وتمتد أهمية هذا المؤشر ليكون من المقاييس التي تقيس الأداء والنمو الاقتصادي في الدول من وقت إلى آخر، وتوجيه أهداف السياسات المالية والنقدية. غير أن هذا المؤشر يقيس الإنتاج الفعلي في مستويات التشغيل الفعلية، حتى لو كانت مستويات التشغيل الفعلية أقل أو أكبر من القدرة الكامنة لها. لذلك تم استحداث مفهوم الإنتاج الكامن.
يعرف الناتج المحلي الإجمالي الكامن - المحتمل (Potential GDP)، أنه: «تقدير للناتج المحلي الإجمالي الفعلي ولكن عند مستوىً عالٍ جداً من التشغيل للموارد». ومن الممكن أن يكون الإنتاج الكامن أعلى أو أقل من الإنتاج الفعلي.
تعبر الدراسات عن الفرق بين قيمة الإنتاج الفعلي، وقيمة الإنتاج الكامن بمفهوم فجوة الإنتاج. فإذا كان الإنتاج الفعلي أكبر من الإنتاج الكامن تكون فجوة الإنتاج موجبة*، وهذا يعني أن الاقتصاد يعمل بمستوىً مرتفع جداً من الإنتاج لسبب ما. وعندما يكون الإنتاج الفعلي أقل من الإنتاج الكامن تكون الفجوة سالبة، ما يعني أن هناك انخفاض في مستويات الإنتاج، وعدم تشغيل واستغلال كامل لعناصر الإنتاج.
بشكل عام، تكون نتائج مؤشر فجوة الإنتاج منخفضة في الدول المتقدمة. بلغت نسبة فجوة الإنتاج إلى الناتج المحلي الإجمالي في الولايات المتحدة الأمريكية للعام 2015 ما يقارب (-2.05%)، وكانت النسبة لذات العام حوالي (-2.16%) في دول منطقة اليورو. وهذا مؤشر على أن الإنتاج في هذه الدول يعمل بمستويات تشغيل عالية نسبياً. أما الدول النامية والدول التي تعاني من أزمات اقتصادية تكون فجوة الإنتاج فيها مرتفعة لأنها تعمل بمستويات تشغيل منخفضة. حيث أظهرت بيانات، أن نسبة فجوة الإنتاج إلى الناتج المحلي الإجمالي في اليونان بلغت حوالي (-12%) للعام 2015. وفيما يتعلق بمؤشر فجوة الإنتاج للدول العربية والأراضي الفلسطينية فإن البيانات حولها شحيحة. غير أنها وبشكل عام، شأنها شأن الدول النامية، تكون فيها فجوة الإنتاج أكبر منها في الدول المتقدمة.
ويرجع وجود الحدود إلى المعوقات الطبيعية والمؤسسية. إذ ارتفع إجمالي الناتج المحلي (GDP) وظل أعلى من الإيراد المحتمل، فإن (في ظل غياب التحكم في الرواتب والأسعار) التضخم يتجه إلى الزيادة مع تجاوز الطلب على عناصر الإنتاج لمعدل الطلب. وذلك نتيجة الوفرة المحدودة للعمال وأوقاتهم والتجهيزات الرأسمالية والموارد الطبيعية، فضلاً عن حدود التقنيات والمهارات الإدارية. على الرسم البياني، يمكن رؤية زيادة الإيراد عن الحد الطبيعي على أنه تحول في حجم الإنتاج بما يزيد عن الكمية المثلى على منحنى التكلفة المتوسطة. وبالمثل، إذا كان إجمالي الناتج المحلي أقل من إجمالي الناتج المحلي الطبيعي، فسوف تقل سرعة التضخم مع تقليل الموردين لأسعارهم لسد قدرتهم الإنتاجية الزائدة.
يعادل الإيراد المحتمل في الاقتصاد الكلي نقطة واحدة على منحنى أو حد إمكانية الإنتاج لمجتمع بأكمله مرئي في الاقتصاد التمهيدي ويعكس المعوقات الطبيعية والتقنية والمؤسسية.
كان يدعى الإيراد المحتمل أيضًا "إجمالي الناتج المحلي الطبيعي." إذا كانت هناك إمكانات كامنة في الاقتصاد، فإن معدل البطالة يعادل معدل التضخم غير المتسارع للبطالة (NAIRU) أو معدل البطالة الطبيعي." ويوجد اختلاف كبير بين علماء الاقتصاد على ماهية هذه المعدلات الفعلية.
بشكل عام، تحاول معظم البنوك المركزية وهيئات التخطيط الاقتصادي الأخرى الحفاظ على إجمالي الناتج المحلي عند مستوى إجمالي الناتج المحلي الطبيعي أو قريبًا منه. ويمكن تحقيق ذلك بعدة طرق: أكثر إستراتيجيتين شيوعًا هما زيادة أو تقليص الموازنة الحكومية (سياسة مالية) وتغيير العملة المتداولة لتغيير مستويات الاستهلاك والاستثمار (سياسة مالية).
يشار إلى الفرق بين الإيراد المحتمل والإيراد الفعلي باسم فجوة الإنتاج أو إجمالي الناتج المحلي، والذي يمكن أن يتتبع مقاييس استغلال القدرة الصناعية. هذا بالإضافة إلى دراسة الإيراد المحتمل في قانون أوكون للعلاقة؛ حيث تتغير نسبة الإيراد المرتبطة بالتغييرات في فجوة الإيراد ومع مرور الوقت. وفي تحليل الاتجاه والدورة الاقتصادية في الاقتصاد بالنسبة لفجوة الإيراد.